# Федерація регбі України

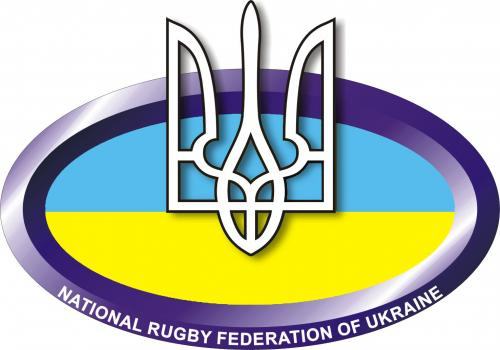
Логотип Федерації регбі України

Федерація регбі України є організацією, яка управляє й координує регбійним господарством в Україні, вона займається національними командами з регбі та регбі-7, а також організовує чемпіонати України з регбі-15 та регбі-7 та патронує інші змагання з регбі в країні.

## Історія
Федерація регбі України була заснована 16 грудня 1991 року. До цього вона з 1963 року існувала як складова частина Федерації регбі СРСР, а у 1964 році командами Києва, Харкова й Одеси була утворена Федерація регбі УРСР. Першим головою федерації був обраний Микола Маркович Тодосієнко.
Українські клуби регулярно брали участь у чемпіонатах Радянського Союзу та розіграшах Кубка СРСР, де займали лідируючі позиції.
Після розпаду СРСР Україна почала виступати на міжнародній арені як самостійну державу. У червні 1992 року Федерація регбі України стала колективним членом FIRA-AER (Rugby Europe), а в жовтні того ж року IRB (Rugby World).

## Структура
До складу ФРУ входять 18 територіальних федерацій: Київські міська і обласна, Одеська, Харківська, Львівська, Хмельницька, Рівненська, Івано-Франківська, Закарпатська, Полтавська, Запорізька, Херсонська, Миколаївська, Донецька, Черкаська, Дніпровська, Тернопільська, Чернігівська обласні.
ФРУ об'єднує понад 3000 спортсменів різних вікових груп, які займаються у 44 клубах.

## Змагання
Федерація регбі України спільно з Міністерством молоді та спорту України щорічно проводить чемпіонат і Кубок України з регбі-15 серед дорослих команд (суперліги, вищої ліги), молоді та юніорів; чемпіонат та Кубок України з регбі-7 серед дорослих команд (суперліги, вищої ліги, першої ліги) та юніорів, ряд дитячо-юнацьких змагань різних вікових категорій.
Національна чоловіча збірна команда з регбі-7 представляє Україну в дивізіоні 1В.
Національна жіноча збірна команда з регбі-7 грає у дивізіоні 1B.
Національна збірна команда з регбі-15 представляє Україну в дивізіоні 1B.

## Виноски
1. ↑  Изобретатель. Журнал «Регби», № 4(7), 2006